# Javier González (labdarúgó)
José Javier González Alponte (Lima, 1939. május 11. – Lima, 2018. április 11.) válogatott perui labdarúgó, középpályás.

## Pályafutása

### Klubcsapatban
1959 és 1961 között a Sport Boys, 1962-ben a Chorrillos, 1963 és 1968 között ismét a Sport Boys, 1969 és 1973 között az Alianza Lima labdarúgója volt.

### A válogatottban
1967 és 1970 között 16 alkalommal szerepelt a perui válogatottban. Tagja volt az 1970-es mexikói világbajnokságon résztvevő csapatnak.